# East

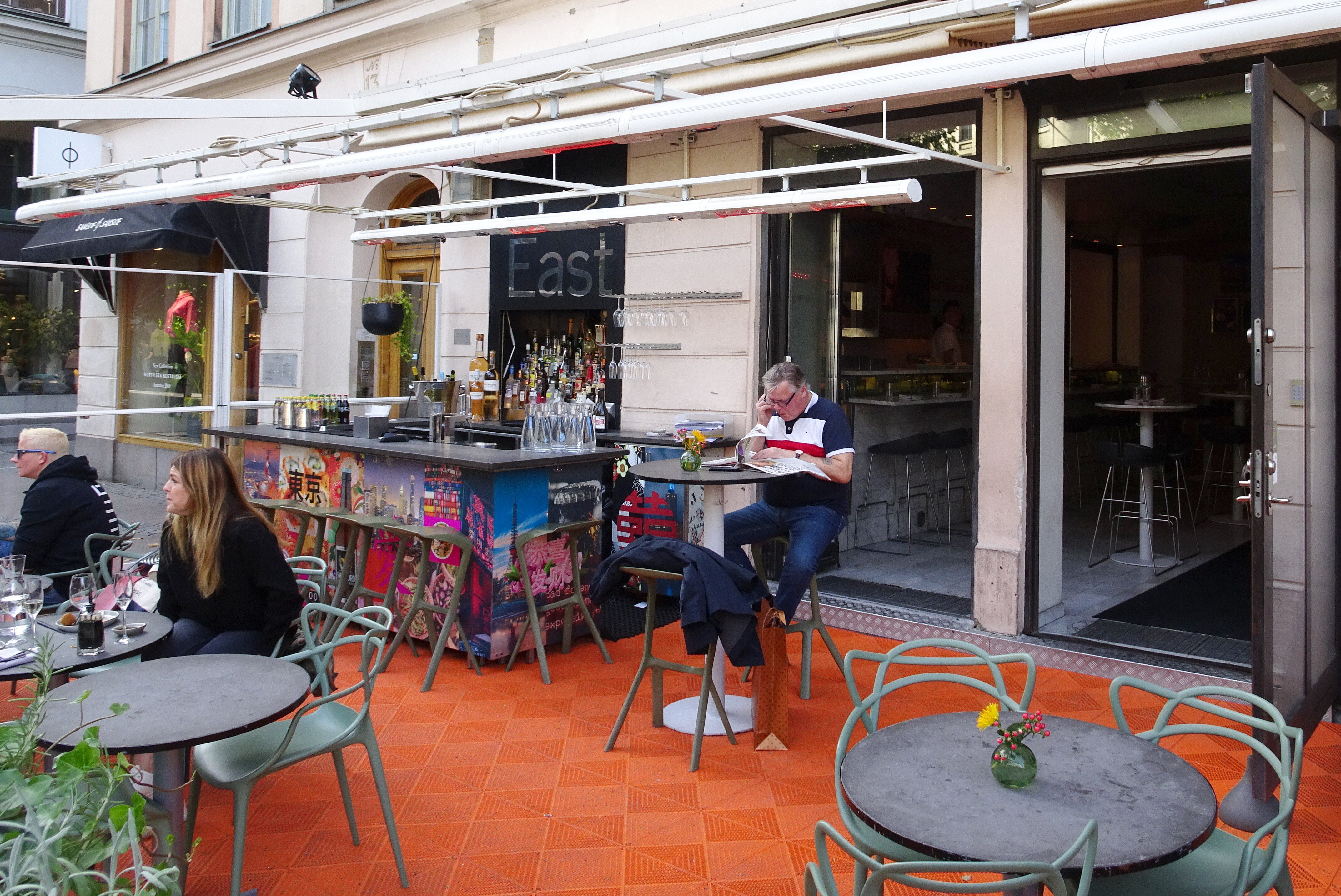
East i september 2019.

East är en asiatisk restaurang vid Stureplan 13 i Stockholm som öppnade 1991 med bl.a. krogprofilen Erik Videgård. Restaurangen grundades 1989 och hade under de första åren sina lokaler på Sankt Eriksterrassen på Kungsholmen.
Restaurangen var en föregångare i sin satsning på asiatisk mat och bidrog till att starta den nya asiatiska (främst japanska) krogvågen i Stockholm. Restaurangen kom också att bli en föregångare med att skapa det crossover-kök som kom att ersätta 1980-talets nya franska våg och öppna för de asiatiska influenser som nu återfinns hos nästan alla svenska krogar. Populära kryddor i dagens krogkök som citrongräs, thaibasilika, koriander etc. var i det närmaste otänkbart och okänt hos etablerade krogar vid slutet av 1980-talet.
Restaurangen är delvis inredd i den tidigare restaurangen Brända Tomtens och den tidigare biografen Bostocks lokaler.